# Ritratto di Margaret Stonborough-Wittgenstein
Il Ritratto di Margaret Stonborough-Wittgenstein (Porträt der Margaret Stonborough-Wittgenstein) è un dipinto a olio su tela (179,8 × 90,5 cm) commissionato dal magnate austriaco Karl Wittgenstein a Gustav Klimt nel 1905, in occasione delle nozze della figlia Margaret. È conservato presso la Neue Pinakothek di Monaco di Baviera.

## Storia
Margaret Wittgenstein era la quinta degli otto figli di Karl Wittgenstein ed Ermine Kalmus. La famiglia a cui apparteneva era, grazie alla fortuna accumulata dal padre nel settore dell'industria metallurgica e siderurgica, tra le più ricche dell'intero Impero austro-ungarico. Per mezzo del loro ingente patrimonio, i Wittgenstein esercitarono con continuità un'attività di mecenatismo a favore di musicisti e pittori; ad esempio Karl Wittgenstein aveva finanziato la costruzione del Palazzo della Secessione a Vienna e la realizzazione del pannello Filosofia da parte di Gustav Klimt.
Il 7 gennaio 1905 Margarete sposò l'industriale newyorkese Jerome Stonborough (è per via di questo matrimonio che il suo nome è spesso scritto con la grafia inglese "Margaret" anziché con quella tedesca "Margarete"). In questa occasione, poco prima del matrimonio, Klimt dipinse su commissione del padre della sposa il famoso ritratto.
Il dipinto, tuttavia, non piacque a colei che ne era il soggetto, e venne relegato in una soffitta. Nel 1960, dopo la morte di Margaret Stonborough-Wittgenstein, fu acquistato dalla Neue Pinakothek di Monaco di Baviera, dove è tuttura esposto.

## Descrizione e stile
Il ritratto è un olio su tela di 179,8 × 90,5 cm. Il soggetto, dipinto in piedi, di tre quarti, in una «posa formale», indossa un vestito bianco di velluto iridescente e una stola, sempre bianca, su cui sono ricamati dei fiori; ne nasce un delicato effetto di tono su tono.
Sullo sfondo prevalentemente grigio sono presenti elementi architettonici che, come è tipico di Klimt, fanno del quadro un compromesso tra naturalismo e decorativismo geometrico.
Il dipinto è considerato tra i «più ragguardevoli e più concentrati» di Klimt, nonostante lo scarso gradimento della stessa Margaret Stonborough-Wittgenstein.